# Pere Vicens Rahola
Pere Vicens Rahola (Barcelona, 1939),  ii barón de Perpinyá, es un editor español. En 1961 fundó la Editorial Vicens Vives.

## Biografía
Hijo del humanista e intelectual Jaume Vicens Vives y de María del Rosario Rahola de Espona  , i baronesa de Perpinyá, se licenció en Ciencias Económicas por la Universidad de Barcelona. En 1961 fundó la Editorial Vicens Vives, una editorial de carácter familiar que poco a poco logró un lugar importante en la edición de libros de texto. Ha sido presidente de la Unión Internacional de Editores y miembro del Consejo de Publicaciones de la UNESCO y artífice que la Unesco reconociera el 23 de abril como el día mundial del libro.
En las Elecciones generales de 1977 fue candidato al Congreso de los Diputados por el partido Unió del Centre i la Democràcia Cristiana de Catalunya (UCDCC), pero no fue elegido.
En 2003 recibió la Cruz de Sant Jordi. En 2004 fue nombrado cónsul del Uzbekistán en Barcelona.